# Floris (Iowa)
Floris es una ciudad ubicada en el condado de Davis en el estado estadounidense de Iowa. En el Censo de 2010 tenía una población de 138 habitantes y una densidad poblacional de 110,09 personas por km².

## Geografía
Floris se encuentra ubicada en las coordenadas 40°51′50″N 92°19′56″O / 40.86389, -92.33222. Según la Oficina del Censo de los Estados Unidos, Floris tiene una superficie total de 1.25 km², de la cual 1.25 km² corresponden a tierra firme y (0%) 0 km² es agua.

## Demografía
Según el censo de 2010, había 138 personas residiendo en Floris. La densidad de población era de 110,09 hab./km². De los 138 habitantes, Floris estaba compuesto por el 99.28% blancos, el 0% eran afroamericanos, el 0% eran amerindios, el 0% eran asiáticos, el 0% eran isleños del Pacífico, el 0% eran de otras razas y el 0.72% pertenecían a dos o más razas. Del total de la población el 0.72% eran hispanos o latinos de cualquier raza.